# Исидор II Цариградски
Исидор II Цариградски (грч. Ἰσίδωρος Ξανθόπουλος; умро 31. марта 1462) био је васељенски патријарх Цариграда од 1456. до 1462. године.

## Живот
Мало се зна о животу и патријаршији Исидора, осим да је био етнички Грк и члан грчке заједнице у Цариграду. Његово презиме потиче од манастира Сантопулон у Цариграду у који је ушао, постао јеромонах, а касније је постао игуман. Исидор је радио заједно са Генадијем II Цариградским током Ферарско-фирентинског сабора и био је један од потписника документа из 1445. године против Уније цркава Истока и Запада. У овом периоду, Исидор је сматран духовним оцем грчке заједнице у Цариграду. Непосредно пре избора, служио је као митрополит Хераклеје.
Након оставке Генадија II Цариградског патријарха у јануару 1456. године, Исидор је изабран за његовог наследника. Добио је потврду од султана Мехмеда II и био је рукоположен за епископа у цркви Памакаристос.
Његова владавина трајала је до његове смрти 31. марта 1462. године, а наследио га је патријарх Јоасаф I од Цариграда.